# Eupithecia rajata
Eupithecia rajata är en fjärilsart som beskrevs av Achille Guenée 1858. Eupithecia rajata ingår i släktet Eupithecia och familjen mätare. Inga underarter finns listade i Catalogue of Life.